# أغ بلاغ (أرومية)
أغ‌ بلاغ هي قرية في مقاطعة أرومية، إيران. يقدر عدد سكانها بـ 308 نسمة بحسب إحصاء 2016.